# Saló de les Teuleries
El Saló de les Teuleries (en francès, Salon des Tuileries) és una exposició d'art que fou celebrada anualment a París des del 1923 fins al 1962. Encara que s'anomenés com el Jardí de les Teuleries, en realitat aquest esdeveniment anual només prenia el nom del Jardí però sense tenir cap relació amb ell.

## Història
D'entre els co-fundadors del Saló el primer president nomenat és Albert Besnard. Els organitzadors del Saló l'instal·len des del primer any, el 1923, als barracons de la Porte Maillot, a París, concebuts precipitada i urgentment pels germans Perret com a locals d'exposicions. La localització del Saló anirà canviant després.
Té com a objectiu la voluntat de confrontar totes les noves escoles d'art sense que aquestes perdin la seva autonomia. Les obres són agrupades per afinitats i després seleccionades. Aquest saló fou creat com a conseqüència de l'escissió que es produí entre un grup d'artistes i la Société Nationale des Beaux-Arts. Alguns d'aquests artistes foren: Edmond Aman-Jean, Albert Besnard, Antoine Bourdelle, Maurice Denis, Charles Despiau, George Desvallières, Charles Dufresne, Charles Guérin, Pierre Laprade, Ernest Laurent, Henri Lebasque, Henri Le Sidaner, Henri Martin, Lucien Simon, etc.
El 1924 el Salò de les Teuleries profita de la dimissió massiva dels artistes estrangers del Salon des indépendants : Marc Chagall, Maria Blanchard, Eberl, Feder, Foujita, Natàlia Gontxarova, Julio González, Gottlieb, Grünewald, Alice Halicka, Henri Hayden, Kisling, Krémègne, Krogh, Liptchitz, Larionov, Mela Muter, Adrien Karbowsky…
Aquest Saló s'obria a la seva època, com ho mostra el Saló de 1938 amb la decoració d'escultures del vestíbul del Pavelló de les Arts de l'Avinguda Rapp. Les dites escultures foren realitzades per Sonia Delaunay, Albert Gleizes, André Lhote, Jacques Villon i Robert Delaunay.
El Saló tacà definitivament les seves portes el 1962.

## Artistes participants (selecció)
| - Béla Vörös - Tony Agostini - Alexis Arapoff - Toshio Bando - Bernard Bécan - Renée Béja - Hanna Ben-Dov - Albert Bertalan - Louis Berthomme Saint-André - Abel Bertram - Roger Bezombes - Émile Bouneau - Marcelle Brunswig - Marcelle Cahen-Bergerol - Jacques Camus - Georges Capon - Jules Cavaillès - Jack Chambrin - Jean Chapin - Fernande Cormier - André Cottavoz - Maurice Crozet - Joseph Csaky - Eugène Dabit - Alice Dannenberg - Gabriel Dauchot - Hermine David - Bessie Davidson - Victor Jean Desmeures - André Dignimont - Jean Dreyfus-Stern | - Jean Dries - Raoul Dufy - Auguste Durand-Rosé - Céline Émilian - Henri Epstein - Jean Fernand-Trochain - Raymond Feuillatte - Anne Français - Roger de La Fresnaye - Othon Friesz - Jean de Gaigneron - Pierre Gilles - Albert Gleizes - Natalia Gontcharova - Julio Gonzalez - Henri Hayden - Jean Helleu - Raymonde Heudebert - Cecil Howard - Albert Huyot - Louise Janin - André Jordan - Georges Joubin - Adrienne Jouclard - Alexis Kalaeff - Georges-André Klein - Jean Legros - Raymond Legueult - René Levrel - André Lhote - Katherine Librowicz | - Roger Limouse - Bernard Lorjou - Jean Metzinger - Bertrand Mogniat-Duclos - Raymond Moisset - Henri Morisset - Jean Navarre - Ernest Nivet - Marthe Orant - Roland Oudot - José Palmeiro - Léopold Pascal - Michel Patrix - Éliane Petit de La Villéon - Michel-Marie Poulain - Raoul Pradier - Joseph Pressmane - Irène Reno - Jeanne Rij-Rousseau - Marcel Roche - Maurice Sauvayre - Martha Stettler - Henriette Tirman - Henri Vergé-Sarrat - André Vignoles - André Villeboeuf - Zoum Walter - Paul Welsch - André Wilder - Ossip Zadkine - Gabriel Zendel |

## Cartells
- 1947 - 18è Saló de les Teuleries